# باشگاه فوتبال نیکا مسکو
باشگاه فوتبال نیکا مسکو (روسی: ФК «Ника» Москва) یک باشگاه فوتبال در شهر مسکو کشور روسیه است. این باشگاه در لیگ آماتوری فوتبال روسیه بازی می‌کند. این باشگاه در سال ۱۹۹۹ تأسیس شده‌است. ورزشگاه نیکا محل برگزاری بازی‌های خانگی این باشگاه است.